# Eriocaulon sedgwickii
Eriocaulon sedgwickii är en gräsväxtart som beskrevs av Philip Furley Fyson. Eriocaulon sedgwickii ingår i släktet Eriocaulon och familjen Eriocaulaceae. IUCN kategoriserar arten globalt som livskraftig. Inga underarter finns listade i Catalogue of Life.